# Пајпорта
Пајпорта (шп. Paiporta) град је у Шпанији у аутономној заједници Валенсијанска Заједница у покрајини Валенсија. Према процени из 2017. у граду је живело 25 084 становника.

## Становништво
Према процени, у граду је 2017. живело 25 084 становника.
| 2017.  |
| ------ |
| 25.084 |

## Партнерски градови
- Солијера